# Число Фур'є
Число, або критерій Фур'є ({\displaystyle \mathrm {Fo} }) — один з критеріїв подібності нестаціонарних теплових процесів.

## Загальний опис
Характеризує співвідношення між швидкістю зміни теплових умов в оточуючому середовищі і швидкістю перебудови поля температури всередині розглядуваної системи (тіла), який залежить від розмірів тіла й коефіцієнта його температуропровідності:
{\displaystyle \mathrm {Fo} ={\frac {\chi t}{L^{2}}},}
де
- {\displaystyle \chi ={\frac {\lambda }{\rho c}}} — коефіцієнт температуропровідності,
- {\displaystyle t} — характерний час зміни зовнішніх умов,
- {\displaystyle L} — характерний розмір тіла.

Число Фур'є є критерієм гомохронності теплових процесів, тобто пов'язує в часі різні ефекти.
Критерій названо на честь французького фізика і математика Жана Фур'є.

## Дифузійне число Фур'є
Розрізняють також дифузійне число Фур'є аналогічне тепловому числу Фур'є, але характеризує нестаціонарність процесу молекулярного переносу речовини.